# Deadboys in Trash City
Deadboys In Trash City è il primo album del gruppo musicale Sleaze/Glam metal Alleycat Scratch, uscito nel 1993 per l'Etichetta discografica Kick Your Cat Records.
Il disco è stato ristampato nel 2006 per la Regeneration Records, con l'aggiunta di due tracce bonus, Love Song, I Don't Like Mondays (cover dei Boomtown Rats in versione live) e di un bonus DVD.

## Tracce
1. Stilletto Strut
2. Take A Bite (Outta Me)
3. Cats Got Your Tongue
4. Soul Survivor
5. Sexual Addiction
6. Love Sick Junkie
7. Cheap City Thrills
8. Roses On My Grave
9. Trash City
10. Plastic Dolls

Bonus Track aggiunte nella ristampa del 2006:	
- 11.Love Song
- 12.I Don't Like Mondays (Boomtown Rats Cover) [Live]

### Bonus DVD (ristampa 2006)
1. Troubadour 7.17.1993 (Un live al locale "Troubadour" di Hollywood, il 17 luglio 1993)
2. Whisky No BoZo Jam. (Un live al locale "Whiskey" di Hollywood)
3. Tour Of The Vista Street Apartment (Un tour nell'apparatamento della band sul Sunset Boulevard)
4. Eddie Lighting Pyrotechnics In The Bedroom (Eddie Robison alle prese con effetti pirotecnici nella stanza da letto)

## Formazione
- Eddie Robison - voce
- Devin Lovelace - chitarra
- Bobby "Boa" Dias - basso
- Robbi Black - batteria